# Psychiatrická nemocnice Havlíčkův Brod
Psychiatrická nemocnice Havlíčkův Brod je odborný léčebný ústav psychiatrický a státní příspěvková organizace se sídlem v Havlíčkově Brodě v ulici Rozkošská.

## Historie
O založení zemského ústavu pro choromyslné v tehdejším Německém Brodě se jednalo již začátkem 20. století. Město, jako významné centrum oblasti ležící na železniční křižovatce, navrhlo v letech 1906 a 1907 Zemskému výboru království Českého dvě místa nacházející se západně od města. Zemský správní výbor v Čechách, který měl přípravu na starosti, zakoupil v roce 1909 jeden z navrhovaných pozemků od Adolfa Lázničky za 150 000 korun. Chystanou výstavbu ústavu ale přerušila první světová válka, areál byl pronajat státní správě, která zde vybudovala provizorní baráky pro válečné uprchlíky a zajatce.
Stavba samotného ústavu pro choromyslné byla zahájena v roce 1920, jedním z prvních realizovaných projektů byla výstavba přibližně jeden kilometr dlouhé železniční vlečky z tratě Světlá nad Sázavou–Havlíčkův Brod, která zprvu sloužila k dopravě stavebního materiálu, později pro zásobování kotelny uhlím. První pacient byl do ústavu přijat 21. května 1928, výstavba areálu ale nadále pokračovala až do roku 1934. Tehdy nebyl ústav dokončen podle původních plánů z důvodu omezených investic státu do civilního sektoru po nástupu Adolfa Hitlera k moci v sousedním Německu. V té době měl Zemský ústav pro choromyslné osm pavilonů pro muže, sedm pro ženy, administrativní budovu, márnici a budovy technického zařízení. Rozkládal se na 43 ha a cena za jeho výstavbu dosáhla částky 55 000 000 Kč.
Za druhé světové války se stav pacientů vlivem nacistické ideologie stále snižoval. Po skončení války byl ústav téměř prázdný, proto byl využit pro dočasnou internaci zajatých Němců. První noví pacienti byli přijati v roce 1946, kdy byla zároveň polovina areálu se sedmi pavilony zapůjčena havlíčkobrodské nemocnici na 10 let, které se ovšem protáhly na čtyřnásobek. To ovšem vyvolalo problémy s kapacitou, kdy postupem času prostory pro 700 pacientů obýval téměř dvojnásobek nemocných. Roku 1950 začalo ústav (tehdy Státní léčebnu psychiatrickou) spravovat přímo ministerstvo zdravotnictví a začala postupná modernizace areálu. V roce 1955 byla zřízena pobočka léčebny v  želivském klášteře sloužící pro pacienty, kteří vyžadovali dlouhodobou léčbu.
Po roce 1989 bylo oddělení v Želivě zrušeno, naopak v roce 1994 byl havlíčkobrodskou nemocnicí předán tehdejší léčebně první zapůjčený pavilon, ovšem ve zdevastovaném stavu.

## Současnost
V současnosti tvoří areál 12 nemocničních pavilonů a další budovy s technickým zázemím. Počet lůžek k  1. lednu 2010 činí 750, průměrná vytíženost se pohybuje v rozmezí 90–92 %. Ročně projde nemocnicí kolem 2500 pacientů; ta je spádovou oblastí pro celé východní Čechy a částečně střední Čechy – okresy Havlíčkův Brod, Benešov, Kutná Hora, Chrudim, Pardubice, Hradec Králové, Náchod, Rychnov nad Kněžnou, Ústí nad Orlicí, Kolín a Svitavy.